# Psilidius
Psilidius is een geslacht van kevers uit de familie van de loopkevers (Carabidae). De wetenschappelijke naam van het geslacht is voor het eerst geldig gepubliceerd in 1957 door Jeannel.

## Soorten
Het geslacht Psilidius omvat de volgende soorten:
- Psilidius bredoi (Burgeon, 1935)
- Psilidius minutus Basilewsky, 1959